# 寺坂祐一
寺坂 祐一（てらさか ゆういち、1972年12月18日 - ）は、日本の農家。寺坂農園株式会社代表取締役。

## 人物
1972年12月18日、北海道富良野市の農家に生まれる。1991年、富良野農業高校を卒業。1993年、富良野農業高校農業特別専攻科を卒業、就農。
2013年、農業生産法人と販売会社を2社設立。寺坂農園は、2014年3月23日、CRMベストプラクティス賞 奨励賞（主催：一般社団法人CRM協議会）を受賞。2015年10月27日、攻めのIT経営中小企業百選（主催：経済産業省）に選出。

## 著書
- 『直販・通販で稼ぐ! 年商1億円農家』同文舘出版 ISBN 978-4495532116（2015年9月24日）

## 関連記事
- 北海道新聞[3]